# حاجی‌کلا صنم
صنم حاجیکلا روستایی بسیار زیبا و دیدنی واقع درشهرستان قائم‌شهر در استان مازندران است. جمعیت این روستا بر پایه آمار نفوس و مسکن سال ۸۵ حدوداً برابر با ۲۰۰۰ نفر است.

## تاریخچه
روستای صنم حاجیکلا براساس شواهد و قراین از قبل از دوره قاجار نیز بنا بوده‌است و با توجه به موقعیت استراتژیک ان از اهمیت بسزایی برخوردار بوده‌است.
جمعیت آن حدود ۲۰۰۰ نفر بود و از آثار تاریخی و اماکن مذهبی آن می‌توان به جاده سنگ‌فرش، پل سنگ‌فرش و تاریخی، حمام تاریخی، تپه بی بی صنم و همچنین نارنج بن اشاره کرد.

## وضعیت جغرافیایی
این روستا در ۱۵ کیلومتری جنوب غربی شهرستان قائم شهر (شاهی سابق) واقع شده‌است.
با توجه به سوابق موجود بنای اولیه این روستا در دوران قاجار یا به روایتی قبل از دوران قاجار ریخته شده‌است. این روستا از موقعیت استراتژیک خاصی نسبت به روستاهای دیگر شهرستان و منطقه برخوردار است. دارای فاصله تقریباً مساوی از سه شهرستان قائم شهر-بابل-سوادکوه برخوردار است. از قدیم‌الایام از راه این روستا برای تردد بین شهرستان‌های فوق زیاد استفاده می‌شده‌است.

## رودخانه‌ها
رودخانه هتکه یکی از بزرگ‌ترین و پرآب‌ترین رودخانه روستا می‌باشد که از رودخانه بزرگ تلار سرچشمه می‌گیرد. این رودخانه قسمت عظیمی از آب شالیکاران روستای صنم حاجیکلا را فراهم می‌نماید. در ادامه این رودخانه قسمتی از آن در آب بندان بزرگ روستا می‌ریزد و بخش اعظم آن دوباره پس از طی مسیر و آبیاری دیگر روستاها دوباره به رودخانه تلار می‌پیوندد و به دریا می‌ریزد.

## جمعیت
جمعیت این روستا بر اساس آخرین سرشماری در سال ۸۵ در حدود ۲۰۰۰ نفر بوده‌است که اخیراً مهاجرت به شهر نیز مخصوصاً در جوانان زیاد شده‌است.